# Heptatlenek dichloru
Heptatlenek dichloru (nazwa Stocka: tlenek chloru(VII)), Cl2O7 – nieorganiczny związek chemiczny z grupy tlenków, silny utleniacz. Heptatlenek dichloru jest oleistą, bezbarwną i wybuchową cieczą.